# Eurhythma latifasciella
Eurhythma latifasciella là một loài bướm đêm trong họ Crambidae.